# Trouvelot (kráter na Měsíci)

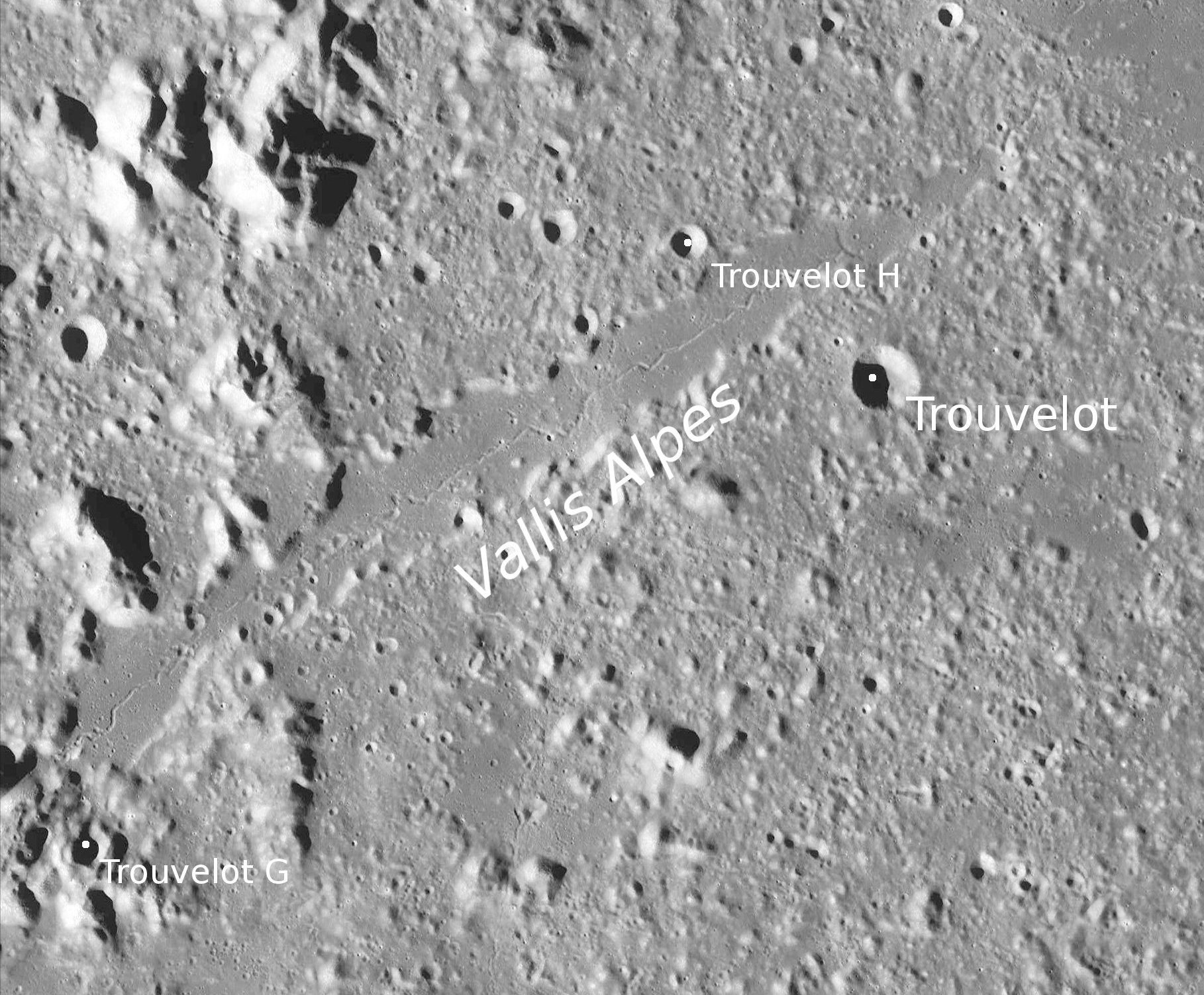
Poloha kráteru Trouvelot.

Trouvelot je malý měsíční impaktní kráter nacházející u jižního okraje Mare Frigoris (Moře chladu) na přivrácené straně Měsíce. Má průměr 9 km, pojmenován byl podle francouzského astronoma Étienne Léopolda Trouvelota.
Leží u severovýchodního konce údolí Vallis Alpes, které nedaleko ústí do Moře chladu.

## Satelitní krátery
V okolí kráteru se nachází několik menších kráterů. Ty byly označeny podle zavedených zvyklostí jménem hlavního kráteru a velkým písmenem abecedy.
| Trouvelot | Sel. šířka | Sel. délka | Průměr |
| --------- | ---------- | ---------- | ------ |
| G         | 47.5° S    | 0.4° V     | 5 km   |
| H         | 49.8° S    | 4.5° V     | 5 km   |